# Łódź Żabieniec
Łódź Żabieniec – czwarty co do wielkości dworzec kolejowy w Łodzi, w dzielnicy Bałuty, przy osiedlu Teofilów, na północ od dworca Łódź Kaliska. 

## Ruch pasażerski

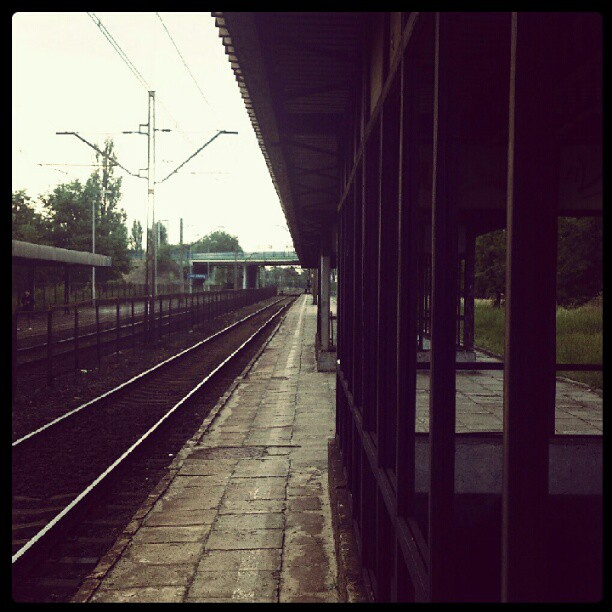
Stacja Łódź-Żabieniec widok z peronu w kierunku wiaduktu (stan na rok 2013)

## Ruch pasażerski[1]
| Rok  | Wymiana pasażerska na dobę | Miejsce w Polsce |
| ---- | -------------------------- | ---------------- |
| 2017 | 1500-2000                  | bd.              |
| 2018 | 1500-2000                  | bd.              |
| 2019 | 2000-3000                  | 139.             |
| 2020 | 1000-1500                  | 173.             |
| 2021 | 1500-2000                  | 156.             |
| 2022 | 2000-3000                  | 154.             |
| 2023 | 2900                       | 136.             |

## Infrastruktura
Występują tu semafory świetlne, a bocznica kolejowa posiada tory zdatne do eksploatacji. Historia dworca sięga początku lat siedemdziesiątych. Wtedy rozbudowane już osiedle mieszkaniowe i sąsiedztwo okolicznych fabryk, skutkowały wzrostem dużego ruchu pasażerskiego. Dlatego zdecydowano o przebudowie prowizorycznej stacji, która pierwotnie była ulokowana w zupełnie innym miejscu. Natomiast nowy dworzec przesunięto na południe od świeżo oddanego wiaduktu w ulicy Aleksandrowskiej. Powstałe perony i zadaszenia oraz przejście podziemne oddano w 1971–1972 roku. Był to okres największego ruchu na stacji, podobnie zresztą jak na całej kolei. Manewry obsługiwały całodobowo dwie lokomotywy rozrządzające i formujące składy towarowe na obu końcach stacji. Oprócz nich na bocznicy pracowały liczne lokomotywy prywatne. Z powodu tak dużego ruchu odgałęziły się aż 34 bocznice zakładowe. Obecnie dworzec pełni rolę samej stacji kolejowej z powodu zamknięcia poczekalni oraz kas biletowych z dniem 1 kwietnia 2010 r. 

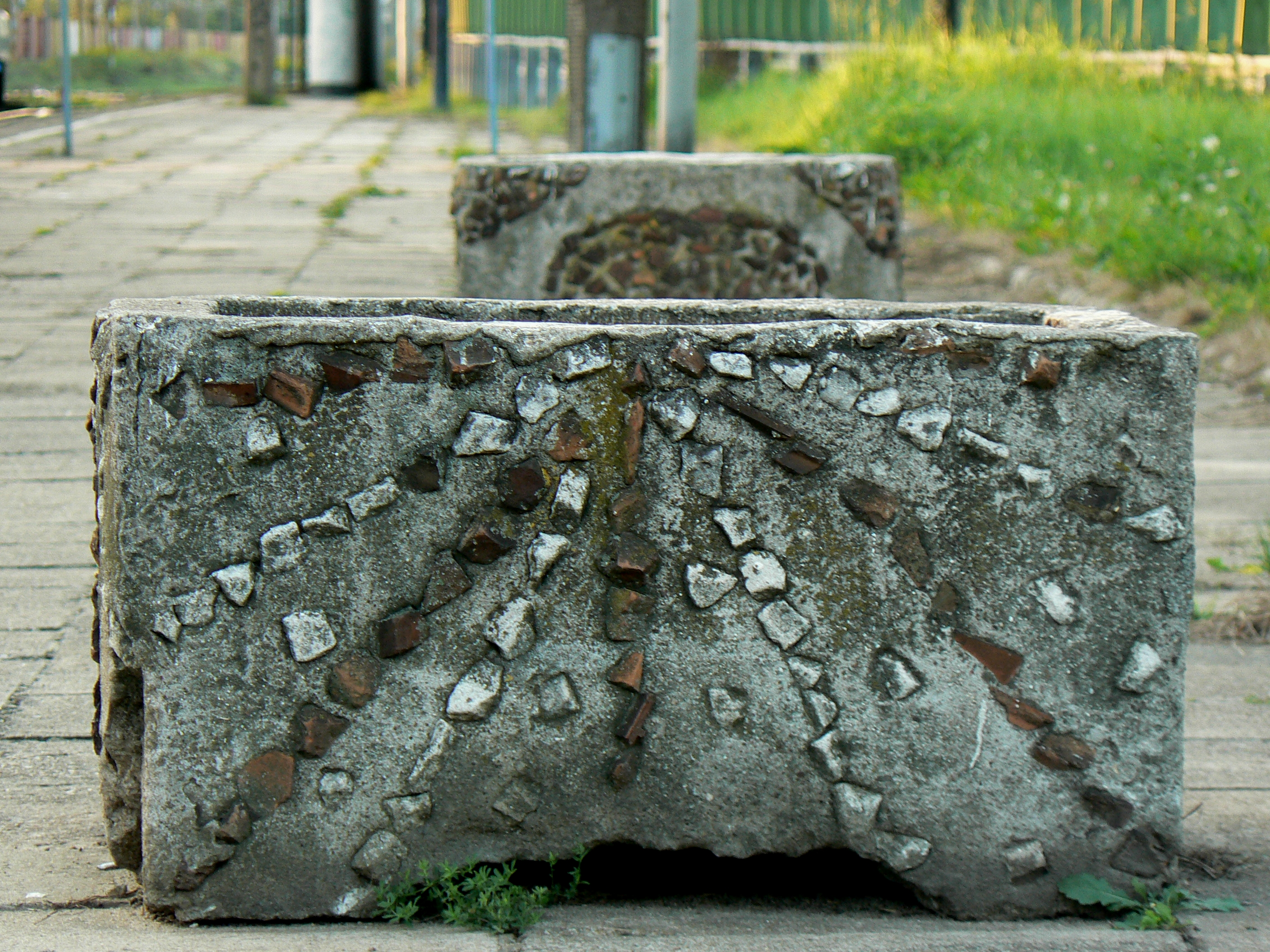
Betonowe kwietniki na stacji Łódź-Żabieniec

## Historia
Od otwarcia obiektu w 1910 roku był tu posterunek osłonny. Po zakończeniu II wojny światowej powstała stacja. W 1951 powstały 2 jednokrawędziowe perony. W 1965 roku oddano wiadukt drogowy nad torami. W 1972 roku oddano do użytku nowy dworzec oraz perony. Od 16 października 2011, w związku z rozpoczęciem budowy nowego obiektu dworca Łódź Fabryczna oraz pracami modernizacyjnymi prowadzonymi przez PKP Polskie Linie Kolejowe S.A. na terenie Łódzkiego Węzła Kolejowego, nastąpiły zmiany organizacji ruchu pociągów kursujących do/z Łodzi. Pociągi kursujące w relacji Warszawa – Łódź – Ostrów Wielkopolski – Wrocław – Warszawa zaczęły zatrzymywać się na dworcu Łódź Żabieniec.